# The Blue Marble
The Blue Marble (u prevodu Plavi kliker) je poznata fotografija Zemlje koju je 7. decembra 1972. snimila posada svemirske letelice Apolo 17 na udaljenosti od oko 45.000 kilometara ili oko 28.000 milja i verovatno je jedna od najviše distribuiranih fotografija u istoriji. Predstavlja jednu od retkih potpuno osvetljenih slika Zemlje, jer su astronauti imali Sunce za leđima prilikom slikanja.

## Napomene
1. Prema tekstu , časopisa .